# ホノルル美術館
ホノルル美術館（ホノルルびじゅつかん、英: Honolulu Museum of Art）は、アメリカ合衆国ハワイ州ホノルルに所在する総合美術館である。

## 概要
ホノルル美術館は、米国博物館協会の認定を受け、国立及び州立史跡として登録されている。1922年にハワイ領から美術館としての認可を得て、1927年4月8日に開館した。創立者はアナ・ライス・クック。ホノルル美術館のコレクションは現在50,000点を上回り、重要なアジア美術品、アメリカ、ヨーロッパの絵画や装飾品、アジア織物、アフリカ、オセアニア、南北アメリカの伝統的な作品、ハワイの美術品などがある。
1990年にアカデミーアートセンターが、スタジオアートのクラスやワークショップのプログラムを提供するために開設され、その後2001年には、ギャラリースペース8000平方フィート (740㎡ ) のヘンリーRルースパビリオンコンプレックス、パビリオンカフェ、アカデミーショップ、そしてヘンリーRルースウイングが併設された。

### アナ・ライス・クック
これは、ホノルル美術館創設者であるアナ・ライス・クック（1853年9月5日 - 1934年8月8日）が、1927年4月8日の美術館開館の日に読み上げた彼女のスピーチの中の言葉である。美術館の開館は、彼女が芸術の世界をハワイの子供たちと共に分かち合わなければならないと言う、かねてからの夢を実現するものであった。

## 歴史

### 1853年
1853年、オアフ島の宣教師の家に生まれたアナは、カウアイ島で芸術に感謝し、それを愛する家庭環境の中で成長した。1874年に彼女はチャールズ・モンターギュ・クックと結婚し、1882年には、美しいトーマススクエア公園の向かい、ベレタニア通りの一画に家を建てた。その当時、その家からは、ダイヤモンドヘッドまで何も遮るものなく、2階からはプナホウスクールが見えたものである。クックの事業が成功を収めたため、彼らは自ら美術品の収集を始めた。アナが最初に手に入れたものは、彼らのベレタニアの家を飾る装飾用美術品だった。彼女は家具メーカー、ユンインの弟が中国から送ってくる陶器や織物があった。フォンルルの主要な美術品輸入業者の1人となる。
クック家の美術品コレクションは、彼らの家はもちろんのこと、子供たちの家までも占領するほどの数に膨れ上がった。1920年、彼女と娘のアリス（フィリップスポルデイング夫人）、義理の娘、ダグマ（リチャード・クック夫人）、美術と演劇の教師のアイザック・コックス夫人らは、ハワイの子供たちのためにこれらの芸術品を紹介することを目的として、これらコレクションの目録の作成とその調査を始めた。

### 1922年
1922年にはハワイ領から美術館としての認可を得た。この間にも、集められた美術品の目録作りは続けられた。当初から、アナ・ライス・クックは、ハワイの多文化構造というユニークな特質を反映する美術館を望んでいた。伝統的な西洋美術館の観念に縛られず、彼女は島の美しい自然と気候を、広々とした屋外の環境で展示する施設を創りたいとも願った。アカデミー内の様々なギャラリーを繋ぐ、他ではあまり見られない魅力的な中庭が、彼女の思慮深さを証明している。
彼女は、美術館設立のために、ベレタニア通りの自分の土地と建物、そして数々の美術収集品と120万ドルの寄付をした。家は取り壊され、そこに新しく美術館が建てられることになり、ニューヨークの建築家バートラム・グッドヒューが、伝統的なハワイ様式の建物を設計した。後ろの山並みは、すばらしい背景として、また、色とりどりの花をつけた木々、そして様々な花や緑の植木が、シンプルなオフホワイトの外壁と瓦屋根を完璧なものにした。グッドヒューは、建物の完成を待たずに亡くなった。彼に代わりハーデイ・フィリップが仕事を完成させた。このユニークなスタイルは、現在でもハワイの多くの建築物に取り入れられている。
1927年4月8日、ホノルル美術館が開館した。伝統的なハワイの祈りが奉げられ、開会式の間、ロイヤルを続けた。そのとき以来、この美術館は、ハワイの人々が、生涯足を運び続けられる、そして常に変化、進歩していく場所となっている。そして、それはアナの長年の願いであった。
美術館が開館すると、多くの優れた芸術作品が寄贈された。自ら集めた美術品のすべてを寄贈する人々もいた。美術館は、所蔵品の数も増え、規模も拡大し、合衆国内で最も優れた美術館のひとつに成長した。図書館（1956年）、教育棟（1960年）、カフェ（1969年）、近代美術ギャラリー、事務局、292席の劇場（1977年）、そして、美術教室と様々な教育プログラムのためのアートセンター（1989年）が増築された。1999年にアカデミーは、教育棟に新しく子供のインターアクティブギャラリー、講義室、教育事務局を創設した。
はじめの建物は、アメリカ建築学協会ハワイ支部により、ハワイの最もすばらしい建築物のひとつに指定され、国及び、州の歴史的建造物に登録された。また、ホノルル美術館はアメリカ美術館協会の認定を受けている。

### 1998年
1998年、美術館全体にわたる、大規模な修復工事が始まった。アジアギャラリーは、この工事ですっかり改装され、1999年9月、ジョン・ハラ設計のヘンリービリオン、カフェ、アカデミーショップ、新しい二階建ての展示館、そして、巡回展覧会のためのギャラリーなども完成した。新しい二階建ての展示館には、ハワイの芸術の歴史を記録した、ホノルル美術館のめずらしいコレクションを所蔵している。ルース総合館は、タイムマガジン（1923年）の共同創設者、そして、編集者であるヘンリー（1930年）、ライフ（1936年）、ハウスアンドホーム（1952年）そして、スポーツ・イラストレイテド（1954年）なども創刊した。彼の未亡人クレアは、ハワイに居を構え、1972年から1977年までアカデミーの理事を務めた。
西洋、東洋の異文化間の影響を探求する新ギャラリー、イーストスト館も、修復され、1999年11月に西棟に再オープンした。韓国美術のための新ギャラリーは2001年6月オープンした。インド、インドネシア、東南アジアの新ギャラリーは、修復され、2002年1月にオープンした。フイリピンの新ギャラリーは、引退したアカデミー館長と夫人の名に因んで、ジョージ・アンド・ナンシー・エリスギャラリーと名付けられ、2003年にオープンした。2005年5月には、西洋美術ギャラリーの修復と再設備が始まる。

### 2001年
2001年、アカデミーは、イスラム美術のためのドリス・デューク基金とパートナーシップを組み、ドリス内センターとなった。2002年7月、アカデミー劇場は、化粧直しをして名前をドリス・デューク劇場と改名。劇場では、映画上映、各種エンターテイメントに加え、講演、音楽会なども主催している。2002年10月、ホノルル美術館は、イスラム圏美術ギャラリーを新たにオープンした。またシャングリラへのツアーに関する案内センターにもなり、2002年11月6日、シャングリラへの一般ツアーがホノルル美術館で開始された。

### 2008年
2008年には「ハワイアン・モダン〜ブラッディミール・オシポフの建築芸術〜」と「ドラゴンの贈り物〜ブータンの聖なる美術品〜」という二つの特別展でホノルル美術館は世界的に高い評価を得た。
アナ・ライス・クックのビジョンから始まり、ホノルル美術館は今や、国際的に有名な美術品を展示できる最高の設備を整える世界で最も美しく際立った美術館のひとつに成長した。州の主要芸術団体となり、映画、演劇、音楽、舞踊などを上演する市のセンターとなった。今後もホノルル美術館のコレクション、保存、解説、視覚芸術教育、展覧会、演劇、そして、ハワイの異民族社会に関連する公のプログラムに熱心に取り組み、クック夫人のビジョンを反映し続けることであろう。

## ホノルル美術館コレクション
現在、ホノルル美術館のコレクションは、50,000点以上にも上り、その質の高さと種類の豊富なことでは国際的に高い評価をうけているが、その基礎を築いたのは、チャールス　モンターギュ　クック夫人が当初寄贈したおよそ4,500点の美術品であった。美術館の所蔵品は、西洋美術とアジア美術とにほぼ二分され、その種類は多岐にわたる。特筆すべきコレクションとして、ホノルル美術館が世界で最も多くを所蔵する歌川広重の作品を含む、ジェームス・A・ミッチェナーの5,400点に上る日本の浮世絵版画コレクション、ヨーロッパ諸国と交流のあった時代から今日までのハワイの様子を描いたハワイアンコレクション、そしてサミュエル・H・クレス財団のイタリアの絵画コレクションが挙げられる。  

### アジア美術
アジア美術コレクションは、20,000点余りを数え、ホノルル美術館の主要コレクションのひとつである。一般にも、アメリカの美術館のなかで、ホノルル美術館のアジアコレクションは、最も重要な収集の一つとみなされ、中国、日本、韓国美術の大規模な、また、素晴らしい所蔵品の数々が特に注目されている。
　

#### 日本美術
日本の絵画コレクションは、 クック夫人が特に興味を示していたものである。最も重要なコレクションの一部は、夫人が生涯を通して収集したものであり、彼女は、1920年代 - 1930年代に横浜の美術商、野村洋三を通して、狩野元秀による桃山時代の「洛中洛外図」を描いた扇絵の数々と、室町時代の「菅原道真像」を購入した。これらの作品は、最近すっかり修理保存措置が施され、ホノルル美術館コレクションの礎としての位置を不動の物にしている。その他にも1952年に購入された鎌倉時代の絵巻「弘法大師行状絵巻」、1990年にロバート・F・ランジ財団の支援を得て購入された室町時代の水墨画「山水図」など特筆すべき作品が揃っている。ここ数年は、20世紀まで広げて、山川秀峰筆「鷺娘」中村大三郎筆「婦女」等の大正、昭和時代の重要な絵画が購入されている。
日本の絵画コレクションに加えて、漆器、特に沖縄漆器、彫刻、茶道具、武家文化美術品、仏教及び神道彫刻などのコレクションも豊富である。日本美術の中で最大のコレクションと言えば、日本の浮世絵版画が最も知られている。その数は10,000点にも上り、米国内でも最も優れたコレクションのひとつに数えられている。これは、主にジェームス・A・ミッチェナーから一括して贈られたものである。

#### 中国美術
中国美術は、明、清時代の皇帝画が力強く、伝統的な文人画が主流であるが、また一方で、明、清時代後期の職業画家達の業績も著しい。ホノルル美術館ほど、中国画の発展に重要な多くの画期的作品を誇れるところは、他にあまりないであろう。主な所蔵品として、沈周の「舟浮秋江図」、文徴明の傑作、絵巻「七杜松」、僧画、弘一の「秋の訪れ」、他にも周臣、陳洪綬、八大山人の作品などがある。
その他の重要な中国美術品として、陶磁、木製調度品、儀式用銅器、漆、仏像、葬儀用彫刻品、翡翠や金属細工の装飾品などが挙げられる。

#### 韓国美術
ホノルル美術館の韓国コレクションには、米国内でも屈指の韓国陶磁が集まっている。このコレクションの中から韓国財団は最近の出版物のために153点の美術品を選んだ。これは、米国本土の4団体から選ばれた韓国美術品を特集するカタログにのせるためである。韓国の一流の学者や学芸員らによる調査が進むなかで、ホノルル美術館所蔵の高麗時代の陶磁、特に青磁は、大変貴重で、特に優れたものであることが確認された。
ホノルル美術館の他のコレクションと同様に、韓国美術コレクションにおいても、クック夫人の貢献がうかがえる。1927年にクック夫人は12世紀の高麗時代の美しい徳利を購入した。これは、韓国職人の装飾技術能力の高さを実証し、同時期同じ釜で焼かれた同様の作品が韓国国立博物館に収められている。もう1人の韓国陶磁コレクションへの重要な貢献者は、オリバー・S・ピッチャー中将であった。彼が寄贈した鉢や徳利などの高麗青磁が、このコレクションを大変立派なものにした。

#### 南、東南アジア美術
過去20年で、南、東南アジア美術コレクションは大きく成長した。所蔵品数はまだ限られているが、この地域の代表的，また、典型的、尚且つ質の高い美術品を見る事が出来る。地元の蒐集家であり、芸術家、また鑑定家でもあるジョン・ヤングは、63点に上る東南アジアの品々を寄贈。実寸より大きい「ラマ胸像」が彼の寄贈品の力強さを示している。そして、カンボジア、ラオス、ベトナム各国の彫刻、金属細工、陶磁などその他の寄贈品が、このコレクションの完成に貢献している。
インド美術コレクションでは、クリスチャン・アール夫妻から贈られたジェイン・タイアサンカの作品があり、これは、もう一組の重要な支援者であるグラブワトゥムル夫妻の寄贈に応えて感謝の印として贈られたものである。ワトゥムル家は、現在ギャラリーを飾る、巨大な建築物の一部で、一家の名の入った「木の門」など、多数の品々を寄贈している。

#### フィリピン美術
ホノルル美術館は、2003年9月、ハワイのフィリピン社会の力強さとバイタリティに敬意を表し、当時の館長であったジョージ・エリスとナンシー夫人の名前を付けた新ギャラリーを開設した。見事に並んだ聖像、北ルソン部族のジュエリー、籠、衣装、金製装飾品などの歴史的なコレクション、南北部族地域の生地類、サー　トーマス　アキナの大きな像、埋葬されたキリスト像等の木像、また、様々な織物や調度などが展示されている。

#### 織物コレクション
織物コレクションは、およそ4,000点に上る。その中の2,900点は、ホノルル美術館本来のコレクションであり、1,100点は、カリフォルニアの国際慈善財団、クリステンセン基金から贈られたものである。日本の織物コレクションは、江戸後期の小袖、19世紀の打ち掛け、大正、昭和初期の結婚式用着物や式服や、能装束とその装飾品、農民や町民達が着用した藍染の木綿の民族衣装など、コレクションは多岐にわたる。藍染を背景に大きな柄が描かれた筒描き（米の糊、防染）布、特に、ベッドカバー、カーテン、風呂敷などのコレクションは、日本国外では、最も優れたコレクションのひとつとして認められている。
またホノルル美術館の中国織物コレクションの中心となるものは、清代の18世紀 - 20世紀のおよそ150点に上る衣類である。公式の満州宮廷衣、婦人の礼装上着とスカートなどであり、宮廷衣は“ドラゴンローブ”と呼ばれ、皇帝竜や、満州の天体デザインが施されている。このコレクションには、いくつかの珍しい品が含まれている。19世紀のある皇帝、皇后、上級官僚、そして、皇太子の礼装束がどれも大変良い状態で保存されている。

### 西洋美術

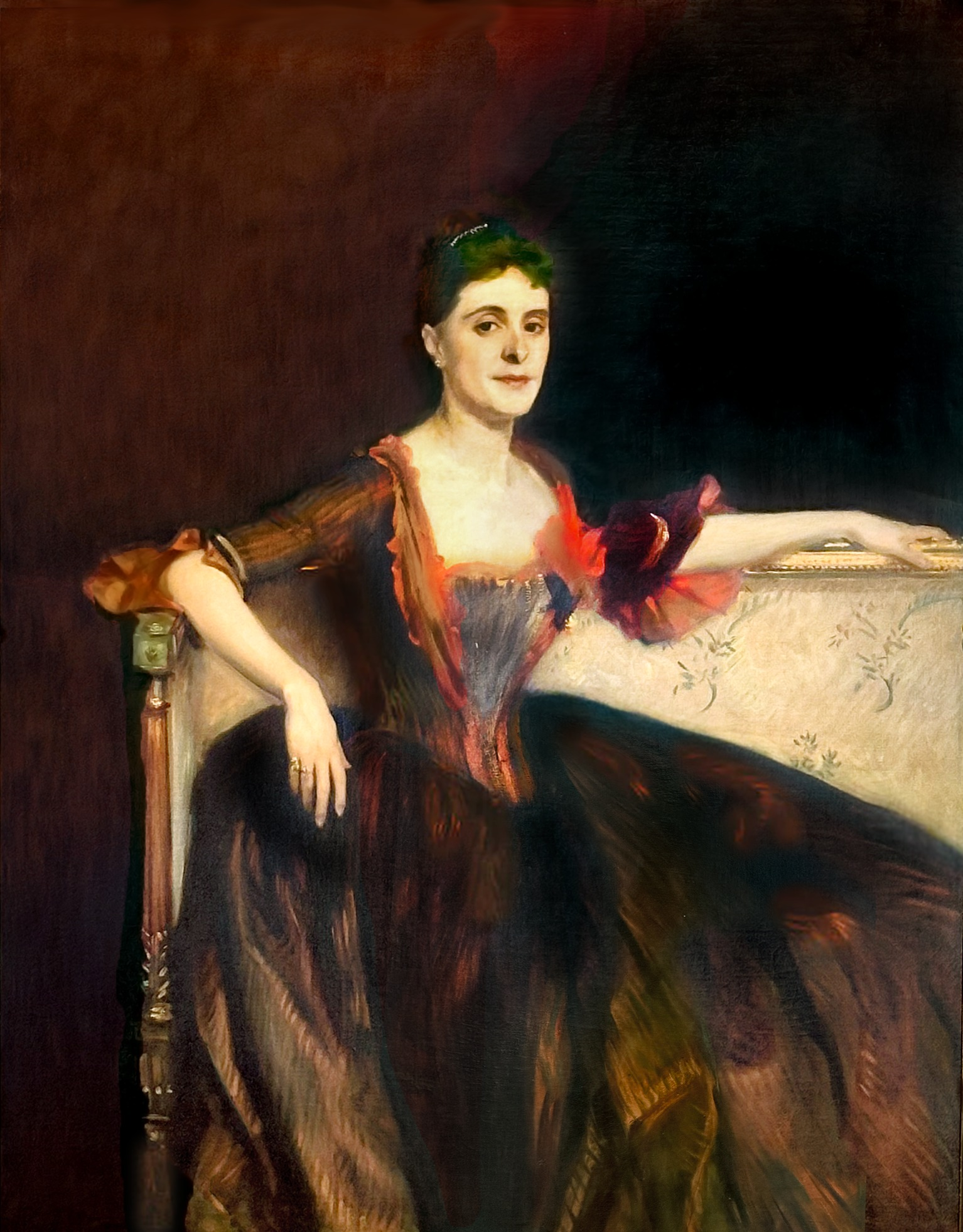
『トーマス・リンカーン・マンソン・ジュニア夫人』（1890, ジョン・シンガー・サージェント）

西洋美術コレクションは、絵画、彫刻、紙を使った作品、そして装飾美術品などおよそ15,000点に上る。紀元前3世紀のキクラデス、ギリシャ、アッシリア、エジプト時代の古代作品から、現代のアメリカ、ヨーロッパの近代美術作品までを網羅している。ホノルル美術館のルリスタン青銅品は、特にその品質と重要性で有名である。北ヨーロッパ、イタリアルネッサンス時代の絵画（サミュエル・H・クレス財団コレクションによって贈られたカルロ・クリヴェッリ、ピエロ・ディ・コジモ、ジョヴァンニ・バティスタ・モローニ、その他の芸術家達の作品群）は、ホノルル美術館が初期から所蔵する大画家達の傑作である。更に、16世紀 - 18世紀のイタリア、オランダ、フランス、イギリスの大画家達、カルロ・ボナヴィア、ピーテル・デ・ホーホ、ピエール・ミニャール 、サー・トーマス・ローレンスの作品を所蔵する。これらの絵画は、同時代の調度品、陶器、ガラス、銀製品、その他の装飾美術品とともにギャラリーに展示されている。
ホノルル美術館はまた、東西両美術に及ぼした異文化の影響を反映した重要な作品を所蔵している。アジアの輸出用陶器、中国漆、西洋の漆調度、彫刻を施された象牙、ガラス絵、扇、金属細工、織物、西洋陶磁、絵画、印刷、水彩画などから、アジア、インド、西洋の国々の間の芸術的影響を推し量ることが出来る。 米国内でも、このイーストミートウエストコレクションは、非常に広い範囲を網羅していると言える。

#### ヨーロッパ美術
ホノルル美術館が所蔵する特に有名な19世紀 - 20世紀のヨーロッパ絵画及び彫刻は、近代美術の発展に貢献した芸術家たちの素晴らしい作品である。ギュスターヴ・クールベ、ウジェーヌ・ドラクロワ、フィンセント・ファン・ゴッホ、ポール・ゴーギャン、ポール・セザンヌ、カミーユ・ピサロ、クロード・モネ、ピエール・ボナール、オーギュスト・ロダン、アリスティド・マイヨール、パブロ・ピカソ、アンリ・マティス、アメデオ・モディリアーニ、フェルナン・レジェ、ジョルジョ・デ・キリコ、イヴ・タンギー等々の作品を所蔵している。

#### アメリカ美術
アメリカ美術：植民地時代から現在に至るアメリカの絵画、調度、装飾美術品は、ホノルル美術館の西洋美術コレクションの中の大変重要なもうひとつのコレクションである。ジョン・シングルトン・コプリー、チャールズ・ウィルソン・ピール、ギルバート・ステュアート、そしてトマス・サリーらの作品は、形の良いフィラデルフィアのチップアンデールスタイルのサイドチェア、ボストンのエリシャ・タッカー製の上品な象嵌を施されたサイドテーブル、また、目を見張るような18世紀のコネティカットチェストなど様々な近代調度品とともに展示され、ホノルル美術館の初期アメリカ美術コレクションの重要性を強調している。ジェームズ・マクニール・ホイッスラー、ジョン・シンガー・サージェント、チャイルド・ハッサム、そして、トマス・エイキンズらの絵画、また、19世紀を象徴するようなティファニーやその他のスタジオによるガラス製品、銀製品、陶磁器などは、19世紀後期のアメリカンアートコレクションのハイライトと言える。

#### 近代美術
ホノルル美術館の20世紀コレクションの基盤となっているのはジョージア・オキーフ、アーサー・ダヴ、ディエゴ・リベラ、国吉康雄、アレキサンダー・カルダー、そしてエリー・ナーデルマンら一流のアメリカ近代主義者たちの絵画や彫刻である。モリス・ルイース、ヘレン・フランケンサーラー、リチャード・ディーベンコーン、ハンス・ホフマン、ジョセフ・アルバース、ルイーズ・ネヴェルスン、ロバート・ラウシェンバーグ、リー・ボンテクー、ジョナサン・ボロフスキー、ナム・ジュン・パイク、その他による主なる作品によって、色面派絵画、抽象表現主義、ミニマリズム、混合技法、概念芸術、そしてビデオアートなどを観ることが出来る。
版画とドローイングのコレクションは、10,000点以上にも上り、15世紀後期から現在に至るグラフィックアートの歴史を概観できる。特に19世紀、20世紀のアメリカとヨーロッパの作品が力強い。また、小規模ではあるが、代表的な写真のコレクション、そしてハワイの芸術家たちの歴史的あるいは、近代の作品が数多く集められている。

### ハワイの美術
ハワイの、文字ではなく豊な絵で表現されてきた伝統は、ハワイを描いた絵、彫刻、装飾美術などのコレクションのなかに保存されている。このホノルル美術館のコレクションは、おそらく他のどこよりも優れているであろう。絵画と紙を使った作品がコレクションの中心で、キャプテン・クックがハワイに遭遇した1778年から今日までを網羅している。それらの作品は、18世紀後期から19世紀初頭のヨーロッパやロシアのハワイ遠征隊に伴ってきた画家達や、19世紀の放浪画家達によって描かれたハワイの風景、ハワイの人々の肖像画などである。
ホノルル美術館が所蔵するハワイの鳥の羽製ケープ、木製ヘイアウ（寺院）模型、瓢箪、見事なハワイアンキルトなどは、ハワイで育まれた芸術の宝物である。当館のハワイコレクションは、1778年から始まり現在までいたる。そして、160年以上にわたり、ハワイそして、そこに住む人々に及ぼしてきた一連の劇的な変遷を明らかにしている。

### 太平洋美術
アフリカ、太平洋諸島、南・中央・北アメリカの伝統的な美術品も同様に優れた展示である。ポリネシア、メラネシア、ミクロネシアの展示例としては、家庭用容器、調度品、敷物、道具、武器、羽製品、釣り道具、楽器などがある。パプアニューギニアのセプティク川地域からは、祭礼用彫刻、祖先像、羽根飾り、楽器、容器、仮面、楯、カヌーの舳先と櫂などが展示されている。ミクロネシア連邦諸州の美術品として、様々な仮面、実用品、装身具が、仏領ポリネシアからは、道具、羽根飾り、鉢、椀、容器などが展示されている。

#### 南・中央・北アメリカ美術
南・中央・北アメリカの土着の美術として、北、中央、南アメリカの主要古代文明社会から、ネイティブアメリカンやプレヒスパニックの品々が展示されている。北アメリカのネイティブアメリカングループ、すなわち、スー族、ホピ族、イロクォイ、ナバホ族の所蔵品は、丹念に手造りされた小物入れ、首飾り、魔除け、籠、仮面、モカシン、毛布など。また、北西地域の種族のハイダ族、トリンギット族からは、籠、木彫り、実用品が収められている。古代メキシコ文化では、最も重要な文明社会であったアステカ、マヤ、オルメカ、トルテカ、ミシュテカ、サポテカ、コリマ、ナヤリトなどの美術品が傑出している。中央アメリカのチリキ、ヴェラガス文化のコレクションは、陶製器、楽器、ジュエリーなどが挙げられる。古代ペルー文化を代表するのは、チャビン、モチカ、チムー、ナスカ、チャンケイ時代の豊富な陶製器類である。

#### アフリカ美術
ホノルル美術館のアフリカ美術所蔵品は、南アフリカのズールー族、コンゴ民主共和国のクバ族、コートジボワールのグロ族の薬ビン、仮面、祭礼像など各国の美しい工芸品がコレクションの価値を高めている。モザンビークのマコンデ族、シエラレオネのメンデ族、ナイジェリアのヨルバ族、ガーナのアカン族とアサンテ族、そして、北カメルーンのマンビラ族のゲームボード、祭礼用しるし、子宝祈願人形、分銅、容器、水差しなどの品々が紹介されている。その他の種族として、ギニアのビジョゴ族、シエラレオネのビッソー族、テムネ族、コートジボワールのリグビ族とダン族、コンゴ民主共和国のベンベ族、ベナ・ルルア族、モングベツ族、マリのバマナ族、ガボンのカタ族、そして、カメルーンのバミレケ族などが上げられる。

#### 織物コレクション
太平洋・オセアニア地域では、100枚のタパ、カパが、ハワイアンキルトは30点を所有し、国内で最も力強い。西洋域については、250点のヨーロッパ織物、200点のレース、そして、アメリカキルト、ベッドカバー、アメリカインディアンの毛布とビーズ製品など150点の北アメリカの織物などが所蔵されている。民族的なあるいは、人種的な所蔵品としては、160点のトルコ、中東の品、110点の中央・南アメリカの品、そして、アフリカの衣装や織物が70点に上る。

## 館内

### 入館料
- 18歳以上：20ドル
- 4歳 - 17歳：5ドル
- 3歳以下、ホノルル美術館メンバー：無料

毎月第三日曜日（午前11時 - 午後5時）は入館無料
毎月第一水曜日、7月31日はハワイ在住者のみ入館無料
ギフトショップ、カフェ及び図書館のみを利用の場合も入館無料

### 開館時間
- 火曜日 - 土曜日：午前10時から午後4時半
- 日曜日：午後1時から午後5時
- 休館日：毎週月曜日、元旦、アメリカ独立記念日、感謝祭、クリスマス

### 館内無料ツアー
英語ガイドツアー
- 新展覧会ツアー：火曜日 - 土曜日の午前10時15分
- 西洋美術ツアー：水曜日、金曜日の午前11時30分
- アジア美術ツアー：火曜日、木曜日、土曜日の午前11時30分
- ハイライトツアー：日曜日の午後1時15分
- スポットライトツアー：火曜日 - 土曜日の午後1時30分

日本語ガイドツアー
- 水曜日、金曜日、土曜日の午後1時

特別ツアー
- 団体ツアー、耳の不自由な人向けのツアーも有り。

シャングリラ・ツアー
- 月曜日 - 土曜日：午前8時 - 午後4時半（ツアー予約受付時間）

### その他施設
ランチタイムにカフェで食事をする場合、美術館の入場料はかかりません。
コンテンポラリーミュージアム
リス・デューク・シアター
ロバート・アラートン図書館
- 火曜日、木曜日、土曜日：午後1時 - 午後4時

パビリオン・カフェ
- 火曜日 - 土曜日：午前11時半 - 午後1時半

アカデミー・ギフトショップ
- 火曜日 - 土曜日：午前10時 - 午後4時半
- 日曜日：午後1時 - 午後5時

## 交通

### バス
- ワイキキ方面からは、クヒオ通りの停留所よりダウンタウン方面へ、2番のバスで約20分。ホノルル美術館前の停留所で下車。

ホノルル美術館前の停留所へは、1番、2番、13番、B、1L のバスが停車。
JTBツアーに参加している場合は ‘Oli ‘Oli Trolleyが利用できる。

### 車
- ワイキキ方面から

H1フリーウェイのルナリロ通り出口で降り、ペンサコーラ通りを左折、ベレタニア通りで右折。左手のトーマス・スクエア（公園）手前に駐車場がある。
- ダウンタウン、又は空港方面から

H1フリーウェイのキナウ通り出口で降り、ヴィクトリア通りで右折、ヤング通りで左折すると、左側に駐車場がある。
- 車椅子など、体の不自由な人向けの駐車場も常設。